# Balestrino
Balestrino (, Bârestìn o Balestrin in ligure) è un comune italiano di 516 abitanti della provincia di Savona in Liguria. La sede comunale è situata presso la frazione di Borgo.

## Geografia fisica
Il territorio di Balestrino è situato nella valle del torrente Barescione, nell'entroterra di Ceriale, a circa 7 km dalla costa della Riviera delle Palme.

## Storia

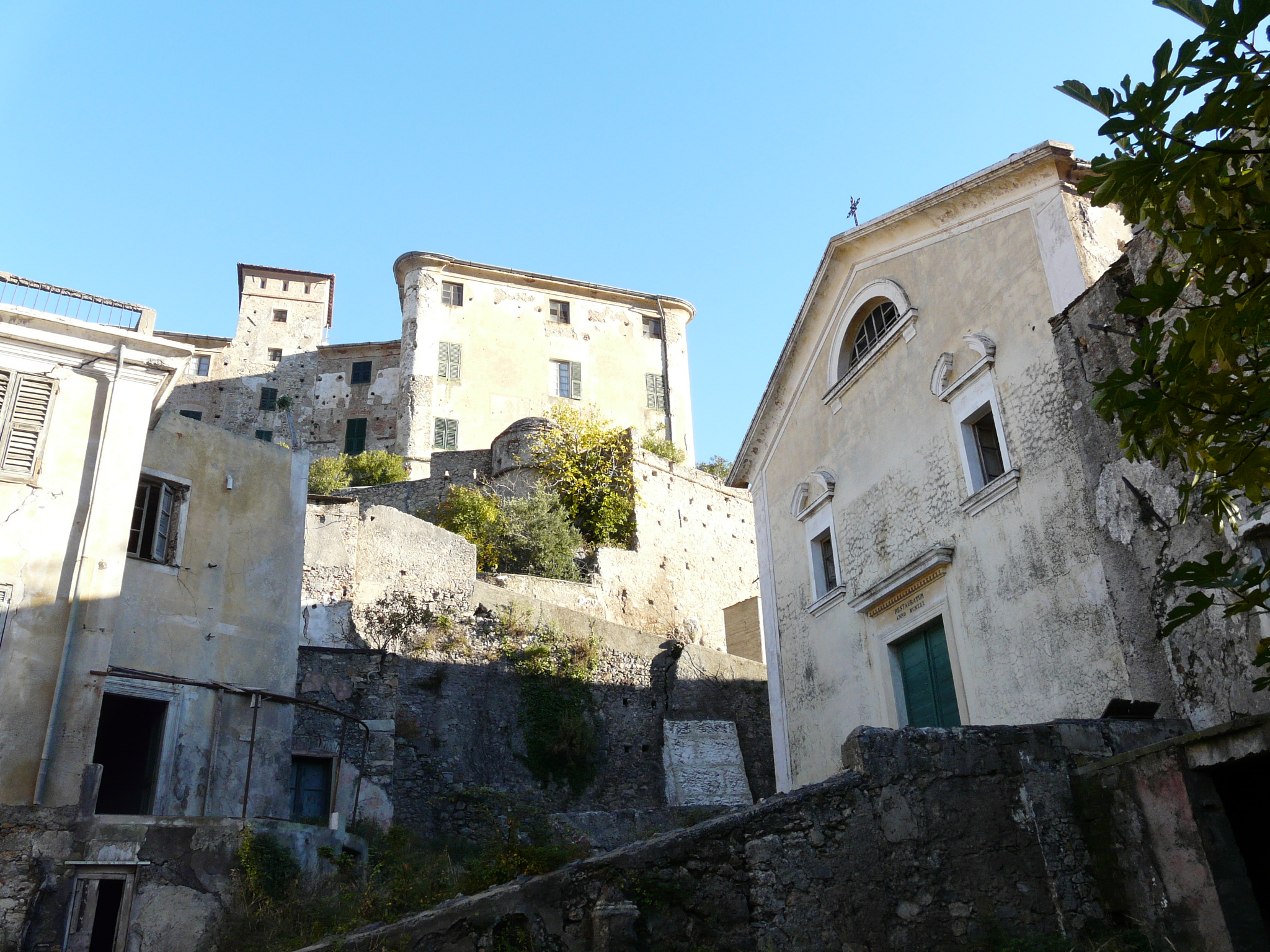
Il castello dei Del Carretto e l'ex chiesa di Sant'Andrea

I primi insediamenti umani, risalenti già al paleolitico, si stanziarono presso la valle del torrente Barescione (presso il rio Ponte), provenienti dalla vicina val Varatella. L'Esercito Romano dovette più volte scontrarsi con le popolazioni locali per il dominio sul territorio, costruendo sulle rocche circostanti torrioni e fortificazioni. Una di queste fu il torrione roccioso attorno al quale nacque il Burgus Plebis di Balestrino: a testimonianza della dominazione romana, adiacente al borgo sono state rinvenute numerose monete dell'epoca, trovate sull'antica mulattiera.
Nell'Alto Medioevo le popolazioni si spostarono gradatamente verso le valli circostanti, formando nuovi borghi e villaggi e costituendo il primo vero nucleo abitativo di Bergalla, sede delle prime signorie del luogo. Si perfezionò lo sfruttamento dei terreni, spostando le coltivazioni di ulivi, legumi e cereali lungo le pendici montane grazie alla tecnica delle terrazze, tipiche di molti paesi della Liguria. Divenuto possesso, nel IX secolo, dell'abbazia benedettina toiranese di San Pietro dei Monti, passò sotto il controllo di Bonifacio del Vasto nel 1091.
I piemontesi Bava divennero, in epoca feudale, i primi signori del feudo di Balestrino e dell'intera vallata costruendo alle pendici della rocca Curaira il primo castello. Il feudo passò poi in possesso dei marchesi Del Carretto del ramo di Finale (XII secolo) che vi innalzarono il castello intorno alla metà del XVI secolo, tutt'oggi esistente. Il maniero venne dato alle fiamme nello stesso secolo dagli abitanti del borgo, a causa delle incomprensioni scatenatesi tra i signori carretteschi con i Balestrinesi. Unito al Marchesato di Zuccarello nel 1545, per via ereditaria passò al marchese Pirro II Del Carretto che diede vita ad un nuovo e autonomo ramo familiare (i Del Carretto di Balestrino) e sottoponendo il borgo balestrinese tra i feudi imperiali del Sacro Romano Impero. Una rivolta degli abitanti balestrinesi portò all'uccisione nel 1561 del marchese e della consorte. Per prevenire nuove rivolte paesane fu suo figlio ad istituire nuove leggi ed erigendo un tribunale apposito con strumenti di tortura.
Nonostante i dissapori tra i marchesi e il suo feudo, Balestrino conobbe un'epoca di espansione economica, supportata dalla costruzione di mulini, frantoi, fornaci e saponifici. Il borgo divenne così la "capitale economica" dell'intera valle, rimanendo indipendente dalla Repubblica di Genova, nuova possedente delle terre circostanti.
Nel corso del 1735 la sovranità del feudo balestrinese fu trasferita dall'imperatore alla casata Savoia che, per decreto reale del 1749, inserì Balestrino nel Principato di Oneglia; alla famiglia Del Carretto rimase il godimento dei residui diritti feudali. Nelle fasi cruciali della battaglia di Loano (1795) il castello e il territorio di Balestrino furono teatro di drammatici eventi tra la popolazione e l'esercito francese: la vittoria dei soldati napoleonici aprì la strada a Napoleone Bonaparte nell'Italia nordoccidentale
Nel 1801 fu unito alla Repubblica Ligure come centro principale del VI cantone della Maremola nella Giurisdizione di Colombo (1803). Annesso al Primo Impero francese, il territorio di Balestrino dal 13 giugno 1805 al 1814 fu inserito nel Dipartimento di Montenotte. Per il ruolo avuto durante l'età napoleonica, il comune di Balestrino parteciperà nel 2004 alla creazione della Federazione Europea delle Città Napoleoniche.
Nel 1815 fu inglobato nella provincia di Albenga del Regno di Sardegna, così come stabilì il Congresso di Vienna del 1814, e successivamente nel Regno d'Italia dal 1861. Dal 1859 al 1927 il territorio fu compreso nel VII mandamento di Loano del circondario di Albenga facente parte della provincia di Genova; nel 1927 con la soppressione del circondario ingauno passò, per pochi mesi, nel circondario di Savona e, infine, sotto la neo costituita provincia di Savona.
Al 1869 risale l'aggregazione del soppresso comune di Carpe al territorio di Balestrino, frazione che nel 1905 viene ceduta al comune di Toirano.
Dal 1973 al 31 dicembre 2008 ha fatto parte della Comunità montana Pollupice e, con le nuove disposizioni della Legge Regionale n° 24 del 4 luglio 2008, fino al 2011 della Comunità montana Ponente Savonese.
Dal 4 dicembre 2014 alla primavera del 2015 ha fatto parte dell'Unione dei comuni della Riviera delle Palme e degli ulivi.

### Simboli
Stemma
Gonfalone
Bandiera

Lo stemma e il gonfalone sono stati concessi con decreto del presidente della Repubblica del 4 aprile 1990.

## Monumenti e luoghi d'interesse

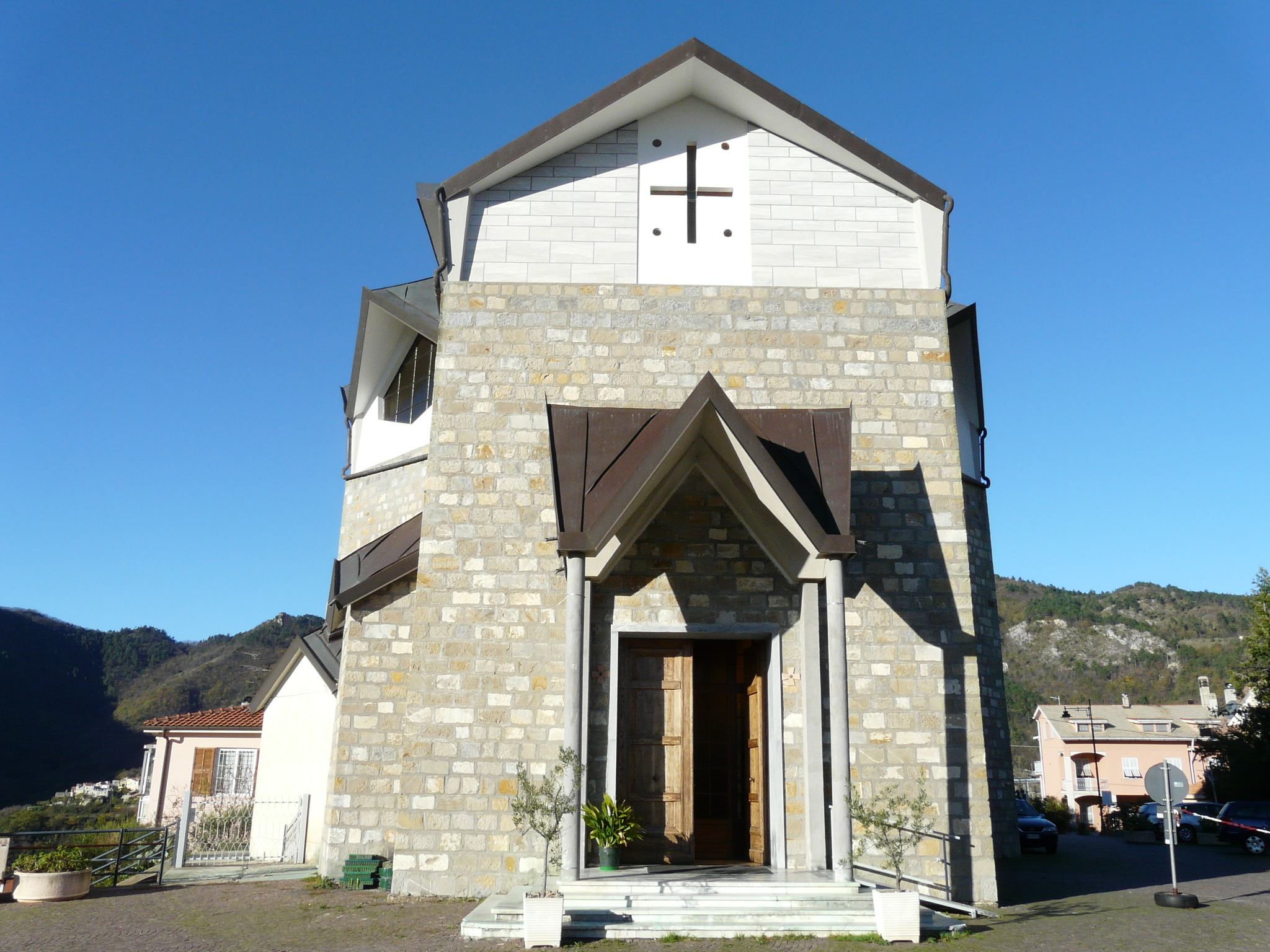
La chiesa parrocchiale di Sant'Andrea presso il Poggio

### Architetture religiose
- Ex chiesa di Sant'Andrea nella frazione-capoluogo di Borgo. L'edificio di culto venne edificato sui resti di una preesistente cappella tra il 1594 e il 1624[7] anche grazie ai finanziamenti elargiti dalla famiglia balestrinese dei Di Negri, emigrata in Spagna.
- Oratorio della Madonna di Marzo nella frazione-capoluogo di Borgo. Risalente al 1483,[7] fu la sede della Confraternita di San Carlo.
- Chiesa parrocchiale di Sant'Andrea nella frazione di Poggio. Costruita in stile moderno, in sostituzione della precedente parrocchiale non più aperta al pubblico, presenta l'altare marmoreo del 1641[7], opera dello scultore Giovanni Orsolino[7], e un pulpito in marmo con stemmi nobiliari dei Del Carretto datato al 1702[7] e qui trasferiti dal precedente luogo di culto del Borgo.
- Chiesa campestre di San Giorgio nella frazione di Poggio, all'interno del cimitero comunale. Di origine antica, probabilmente medievale,[7] fu riedificata nel 1340[7] in stile romanico e semplice. Al suo interno custodisce alcuni cicli di affreschi del XV secolo[7] raffiguranti santi, scene della Bibbia e una natività nell'abside a pianta quadrata con volte a crociera. L'attiguo campanile è risalente al XII secolo.[7]
- Cappella di Sant'Apollonia nella frazione di Bergalla. L'edificio fu edificato sulle fondamenta di un preesistente luogo di culto intitolato a san Calocero.[7]
- Cappella campestre di S. Antonio di Padova nella contrada Cuneo.
- Santuario della Riconciliazione e della Pace[14] presso il monte Croce (756 m), costruito dopo le apparizioni mariane (138 accertate[7]) verificatesi tra il 4 ottobre 1949 e il 5 novembre 1986 a Caterina Richero,[7] un'abitante di Bergalla.

### Architetture militari

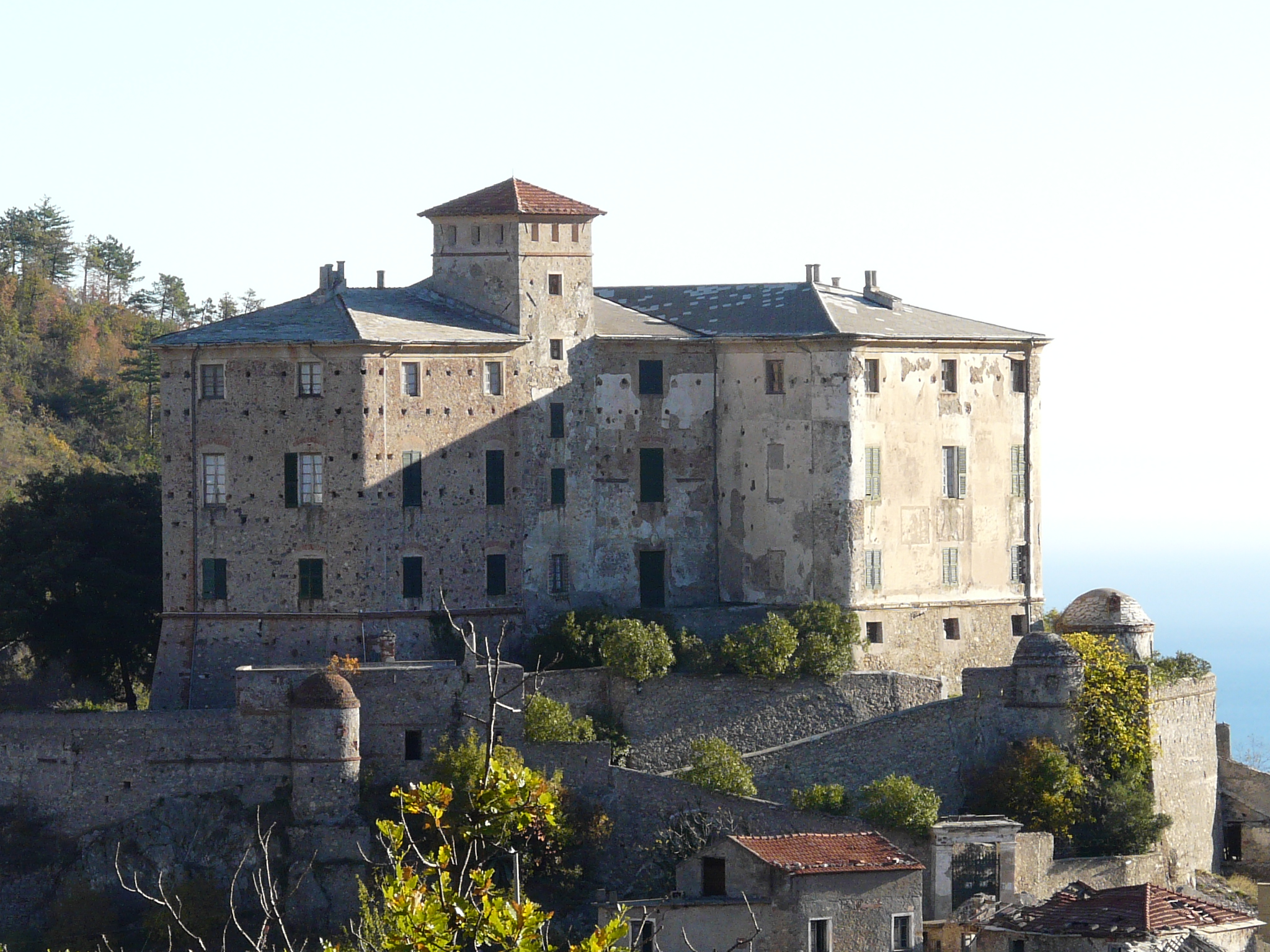
Il castello alla sommità del "paese fantasma".

- Castello dei Del Carretto. Imponente edificio medievale, sovrasta il borgo abbandonato sottostante. Il complesso venne edificato tra il 1515 e il 1559[7] dal marchese Pirro II Del Carretto e rivisto architettonicamente tra il 1812 e il 1820[7] da un suo discendente, Domenico Donato III Del Carretto. L'opera di ristrutturazione ha visto[7] l'eliminazione delle merlature ghibelline del mastio in favore di una nuova copertura e una scalinata in sostituzione dell'antico ponte levatoio. Il castello è abitato e perciò non visitabile, e tutta l'area circostante, l'antico paese, è per motivi di sicurezza recintata e non accessibile.
- Ruderi del castello della famiglia Bava nella frazione di Bergalla.

## Società

### Evoluzione demografica
Abitanti censiti

### Etnie e minoranze straniere
Secondo i dati Istat al 31 dicembre 2019, i cittadini stranieri residenti a Balestrino sono 19.

## Cultura

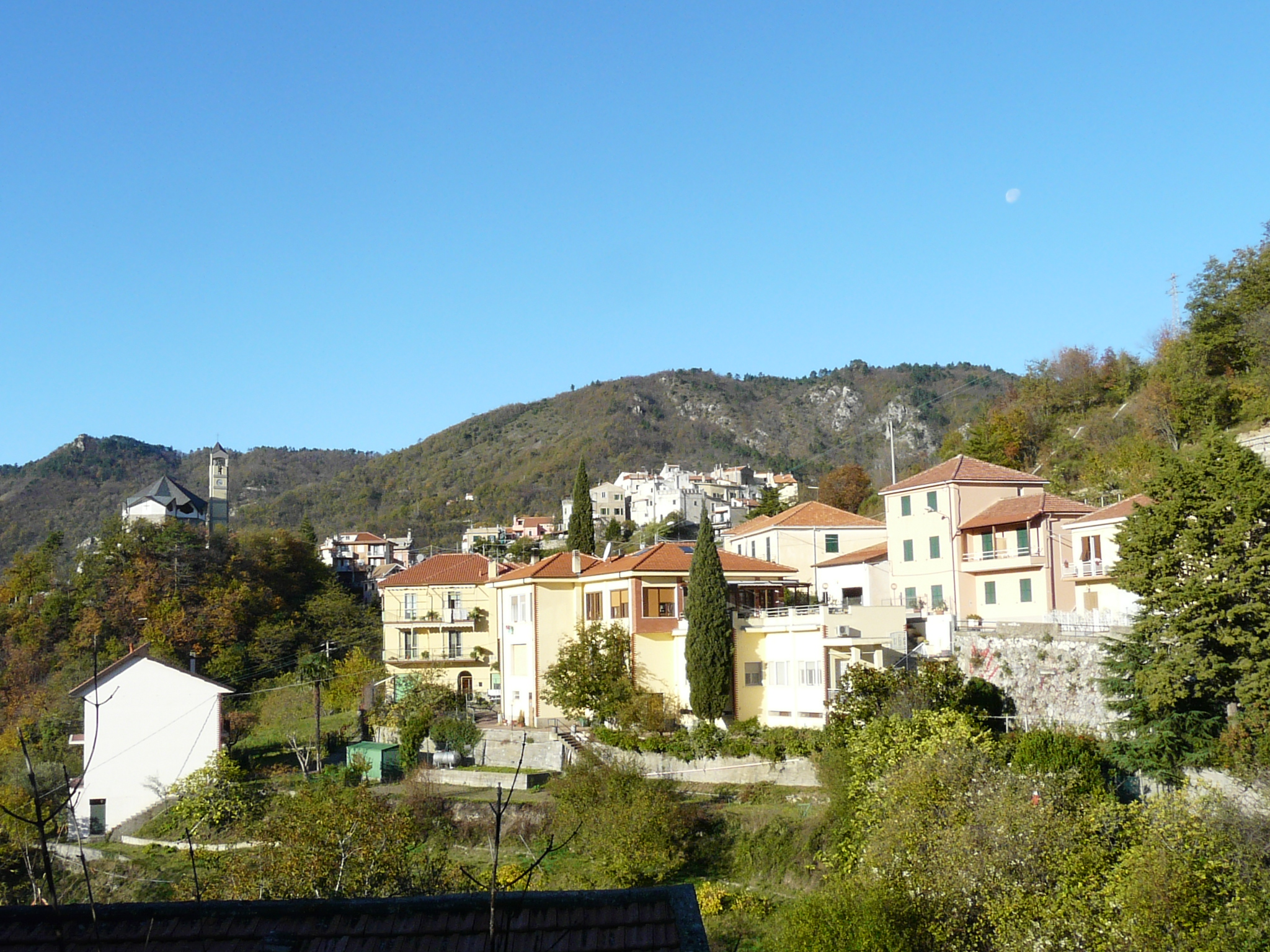
L'abitato più moderno di Balestrino

### Cinema
Nel borgo vecchio di Balestrino sono state girate alcune scene del film Inkheart - La leggenda di cuore d'inchiostro del 2008 di Iain Softley e con protagonisti Brendan Fraser, Andy Serkis e Helen Mirren. Nel giugno 2019 il borgo torna in scena all'interno della serie televisiva Game of Kings: è diventato la contea di Prestonshire della produzione indipendente D&E Animation. Scritta dall'autore e sceneggiatore ligure Dario Rigliaco, originario di Pietra Ligure, oggi trasferitosi a Genova, e diretta dal chiavarese Gioele Fazzeri, la serie è composta da nove episodi visibili su YouTube.

## Geografia antropica
Il territorio comunale è costituito dalla quattro frazioni di Bergalla, Borgo (sede comunale), Cuneo e Poggio per una superficie territoriale di 11,27 km²; fanno altresì parte della circoscrizione le località di Cà de Brenna, Cascina, Caselle, Costigliole, Fossato, Pezzin, Sabain, Sambuco, Tovo e Vallone storicamente riconosciute dalla comunità balestrinese.
Confina a nord con i comuni di Castelvecchio di Rocca Barbena (al cui confine fu poste l'osservatorio di Massena) e Toirano, a sud con Zuccarello, Cisano sul Neva e Ceriale, ad ovest con Castelvecchio di Rocca Barbena e Zuccarello e ad est con Toirano.

### Il borgo vecchio

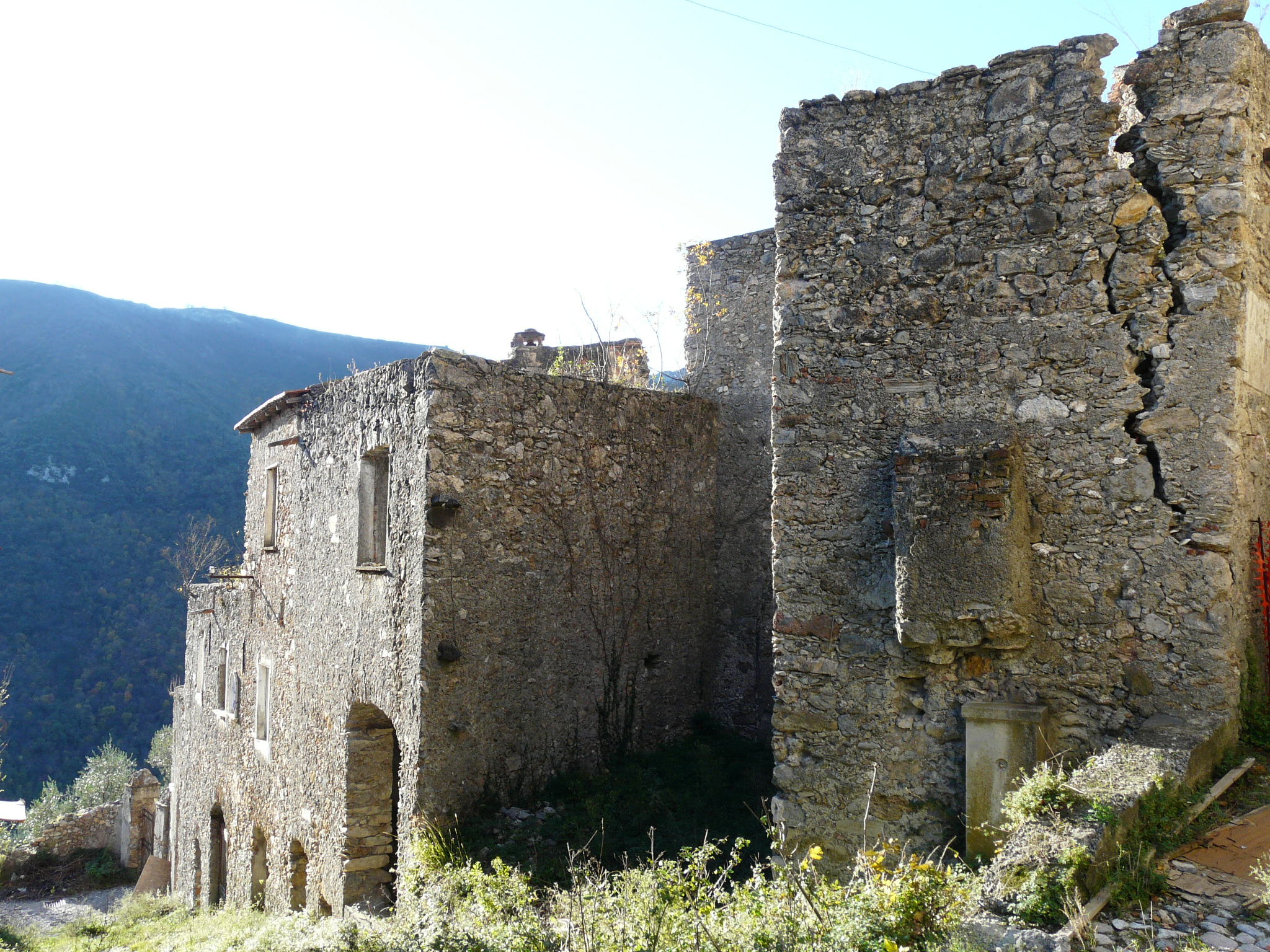
I ruderi del borgo vecchio

Il borgo vecchio di Balestrino, ormai disabitato e in rovina, include anche il castello dei Del Carretto. Il borgo presentava gravi problemi di stabilità, causati da numerose frane e dallo smottamento della collina sulla quale risiede. Nel 1962-1963 fu ricostruito leggermente più a valle; da quel momento il borgo vecchio fu abbandonato e oggi è in avanzato stato di rovina e ha acquisito il fascino di un paese fantasma.
Nel 2013, a causa del pericolo di crolli e per episodi di cronaca nera avvenuti al suo interno, l'accesso al borgo vecchio fu interdetto al pubblico con l'installazione di tre pesanti cancellate. Nel 2015 furono avviati Iavori di restauro.

## Economia
Prevalentemente agricola, nel territorio comunale prevalgono le coltivazioni dell'ulivo e della frutta. Produzione e vendita di pesche, albicocche e patate.

## Infrastrutture e trasporti

### Strade
Il territorio di Balestrino è attraversato principalmente dalla strada provinciale 34 - che permette il collegamento stradale con Toirano ad est - e dalla provinciale 44 per Castelvecchio di Rocca Barbena ad ovest.

## Amministrazione

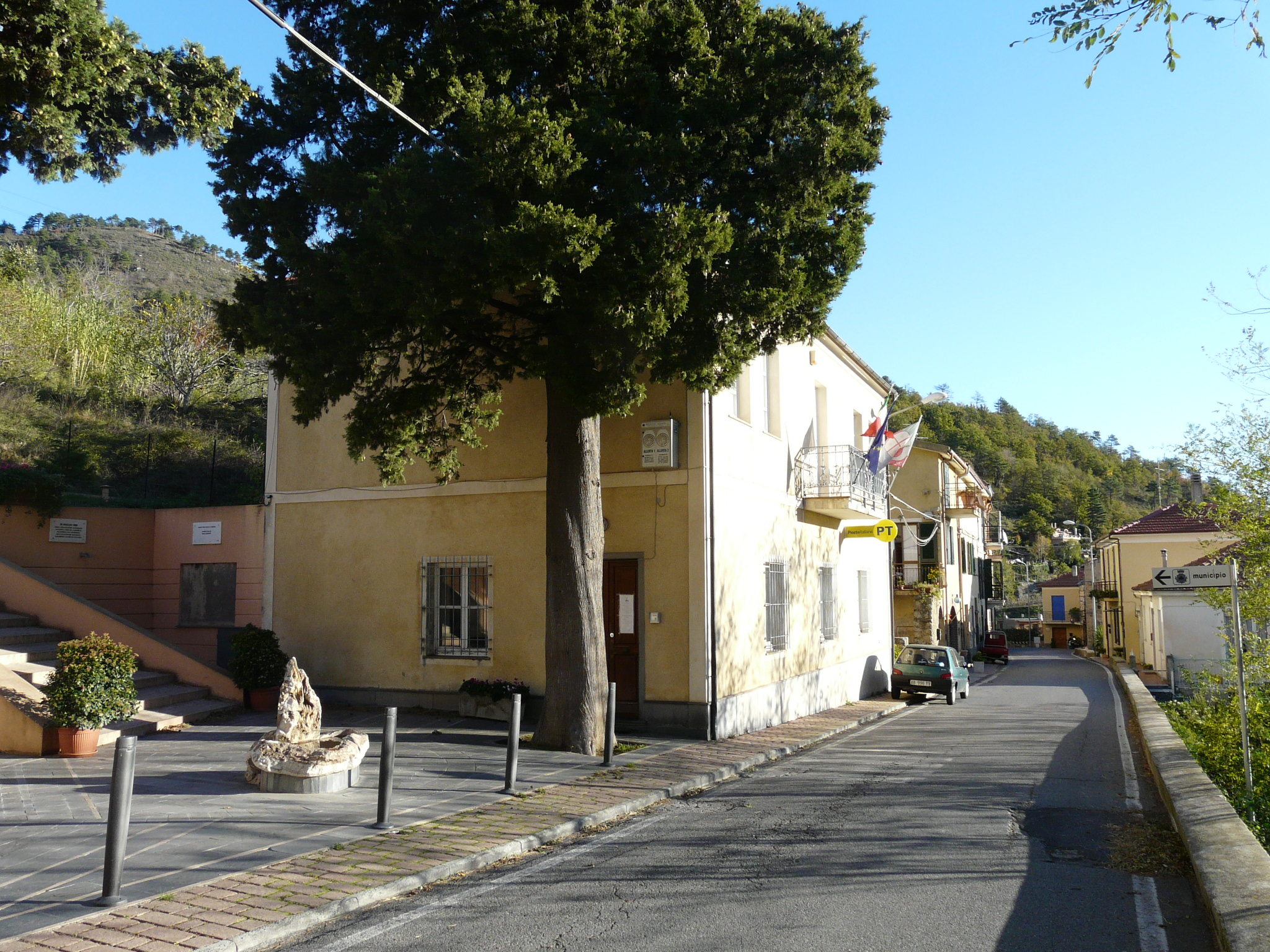
Il municipio

| Periodo        | Periodo        | Primo cittadino   | Partito                                         | Carica  | Note   |
| -------------- | -------------- | ----------------- | ----------------------------------------------- | ------- | ------ |
| 29 giugno 1988 | 5 aprile 1990  | Pietro Beccaria   | Democrazia Cristiana                            | Sindaco | [ 20 ] |
| 5 aprile 1990  | 7 giugno 1993  | Carlo Ismarro     | Democrazia Cristiana                            | Sindaco |        |
| 7 giugno 1993  | 28 aprile 1997 | Carlo Ismarro     | Partito Popolare Italiano                       | Sindaco |        |
| 28 aprile 1997 | 14 maggio 2001 | Carlo Ismarro     | Partito Popolare Italiano                       | Sindaco |        |
| 14 maggio 2001 | 30 maggio 2006 | Ubaldo Pastorino  | lista civica                                    | Sindaco |        |
| 30 maggio 2006 | 16 maggio 2011 | Italo Panizza     | lista civica                                    | Sindaco |        |
| 16 maggio 2011 | 6 giugno 2016  | Gabriella Ismarro | Un futuro per Balestrino (lista civica)         | Sindaco |        |
| 6 giugno 2016  | 4 ottobre 2021 | Gabriella Ismarro | Un futuro per Balestrino (lista civica)         | Sindaco |        |
| 4 ottobre 2021 | in carica      | Stefano Saturno   | Balestrino oggi (lista civica di centro-destra) | Sindaco |        |